# Gagrella prasina
Gagrella prasina is een hooiwagen uit de familie Sclerosomatidae.